# Milionia rubra
Milionia rubra là một loài bướm đêm trong họ Geometridae.